# The Singles Collection (album, Britney Spears)
The Singles Collection je druga kompilacija z največjimi uspešnicami ameriške pevke Britney Spears, ki jo je založba Jive Records izdala ob deseti obletnici od začetka njene kariere. Kompilacijo so izdali v različnih formatih, kot CD ter kot CD+DVD, k nekaterim različicam pa so priložili še dodatek k albumu, ki je vključevala devetindvajset singlov z originalno naslovnico. Tako CD+DVD različica kot dodatek k albumu sta vključevala DVD z videospoti Britney Spears. Preko kompilacije je izšel nov singl, imenovan »3«, ki sta ga producirala Max Martin in Shellback.
Kompilacija The Singles Collection je s strani glasbenih kritikov prejela pozitivne ocene, saj so hvalili vpliv in zapuščino Britney Spears v pop glasbi v prvem desetletju njene glasbene kariere. Album je zasedel eno izmed prvih štiridesetih mest na glasbenih lestvicah v Avstraliji, na Japonskem, v Mehiki, Novi Zelandiji in Združenih državah Amerike ter mnogih evropskih državah. Pesem »3« so izdali kot glavni singl z albuma. Singl je debitiral na prvem mestu ameriške lestvice Billboard Hot 100 in tako postal prvi singl po treh letih, ki mu je to uspelo.

## Ozadje
12. julija 2009 je Britney Spears preko Twitterja oznanila, da je pričela snemati novo gradivo in da odhaja v studio s švedskim tekstopiscem in producentom Maxom Martinom. 23. septembra 2009 je založba Jive Records preko uradne spletne strani Britney Spears potrdila, da bodo ob deseti obletnici začetka pevkine kariere izdali kompilacijo z največjimi uspešnicami z naslovom The Singles Collection. Album je sledil njeni prejšnji kompilaciji z največjimi uspešnicami, Greatest Hits: My Prerogative, izdani leta 2004. Napisali so, da bodo album izdali 24. novembra 2009 in da vključuje tudi novo pesem, »3«, ki jo je produciral Max Martin. Kompilacijo so izdali v dveh formatih, v standardni verziji in razširjeni verziji. Standardna verzija je vključevala en CD s sedemnajstimi pesmimi, vključno s pesmijo »3«, razširjena verzija pa je vključevala še dodatek k albumu, torej devetindvajset singlov, vključno s pesmijo »3«, vsak singl je bil ovit v originalno naslovnico, vključeval pa je tudi B-stran ali remiks. Dodatek k albumu je vključeval tudi knjižico z najbolj ikonskimi fotografijami in dejstvi o vsakem singlu ter DVD z videospoti Britney Spears, razporejenimi po datumih izida.
14. oktobra 2009 je založba Jive Records na tiskovni konferenci oznanila, da bodo standardno verzijo izdali prej, in sicer 10. novembra 2009. Datum izida razširjene verzije z dodatkom k albumu je ostal enak. Naslednjega dne so oznanili, da bodo 10. novembra izdali tudi verzijo s CD-jem in DVD-jem v vseh državah razen v državah po Severni Ameriki. Ta različica je vključevala vse pesmi s standardne različice ter singl »I'm Not a Girl, Not Yet a Woman«.

## Sprejem kritikov
Stephen Thomas Erlewine s spletne strani Allmusic je kompilaciji dodelil pet zvezdic in jo primerjal s kompilacijo Greatest Hits: My Prerogative; napisal je, da čeprav sta obe kompilaciji enako dolgi, ob poslušanju »doživljamo različne izkušnje«. Napisal je, da so zadnje pesmi »pomagale potisniti kompilacijo The Singles stran od teen pop glasbene zvrsti, bolj proti dance-popu. [...] Rezultat so močnejše pesmi, saj ni toliko počasnih del, samo neusmiljeni refreni in ritem, ki bi lahko bil definicija vseh pesmi tega desetletja.« Tudi Mayer Nissim iz revije Digital Spy je albumu dodelil pet zvezdic, saj naj bi »popolno zajel kariero ene izmed najboljših glasbenic v zadnjih desetih letih. Popelje nas od pesmi '…Baby One More Time' do pesmi 'Radar', od šolskih uniform do soparnih pomankljivih oblek. [...] Pesem z Madonno, 'Me Against the Music', je zagotovo zabavna, a tu prevzame vlogo, s katero Britney Spears dokaže, da naziv kraljice popa pravzaprav pripada njej.« Novinar je napisal, da Britney Spears s kompilacijo pokaže, kakšen vpliv je imela na pop kulturo, predvsem s pesmimi »Oops!... I Did It Again«, »Toxic« in »Stronger«.
Brian Linder iz revije IGN je napisal: »Kompilacija iz leta 2004, Greatest Hits: My Prerogative [...] je zajela vrhunce Britneyjinega razcveta, vendar mu primankuje več odraslega, klubskega materiala, ki ga je ustvarila v zadnjih letih. Zaradi tega je ta kompilacija tista, ki si jo mora kupiti vsak oboževalec.« Mike Diver iz BBC Online je napisal, da je kompilacija »definicija vseh Britneyjinih albumov« in dodal, da »te pesmi označujejo neko točko, ostanejo v spominu - so bistvenega pomena za pop glasbo v zadnjih desetih letih in zaslužijo si boljše občinstvo od tako imenovanih zahtevnih poslušalcev.« Evan Sawdey iz revije PopMatters je menil, da je album »sijajna zbirka zvokov v karieri ene izmed najboljših ženskih pop pevk prejšnjega desetletja. Zgoščenka je napolnjena s svetlejšo [...] in težjo energijo Britney Spears, ki je brez dvoma ena izmed najmočnejših ustvarjalcev.« Novinar revije Sputnikmusic je napisal: »Britneyjina druga kompilacija z največjimi uspešnicami je izjemno močna. Večinoma se osredotoča na ritem, plesne točke, zraven pa za spremembo vključijo še nekaj počasnejših pesmi, nikoli pa se ne oddalji daleč od popa.« Dodal je še: »Britney Spears ena izmed najuspešnejših glasbenic desetletja, je kaj čudnega, da je kompilacija tako dobra?«

## Dosežki na lestvicah
Na ameriški glasbeni lestvici, Billboard 200, je kompilacija The Singles Collection z 26.800 prodanih izvodov v prvem tednu od izida debitirala na dvaindvajsetem mestu. Album je v Združenih državah Amerike prodal več kot 172.000 kopij izvodov. V Kanadi je kompilacija za 40.000 prodanih izvodov prejela zlato certifikacijo s strani organizacije Canadian Recording Industry Association (CRIA). Album je debitiral na petnajstem mestu mehiške glasbene lestvice, kjer je nazadnje za več kot 30.000 prodanih izvodov prejela zlato certifikacijo s strani organizacije Asociación Mexicana de Productores de Fonogramas y Videogramas (AMPROFON). 23. novembra 2009 je kompilacija debitirala na triindvajsetem mestu avstralske glasbene lestvice. Istega tedna je debitirala na dvaindvajsetem mestu novozelandske lestvice. Album je zasedel eno izmed prvih štirideset mest na belgijski (valonski), danski, grški in norveški glasbeni lestvici ter se uvrstila še na belgijsko (flandrsko), finsko, špansko in nizozemsko lestvico. Januarja 2011 se je kompilacija The Singles Collection ponovno uvrstila na irsko in britansko lestvico, in sicer na enainpetdeseto in sedeminštirideseto mesto.

## Singli
23. septembra 2009 so ob objavi albuma The Singles Collection potrdili, da bodo kot edini singl s kompilacije izdali pesem »3«. Na radijskih postajah so jo izdali 29. septembra 2009. Pesem je prejela pozitivne ocene s strani glasbenih kritikov in debitirala na prvem mestu lestvice Billboard Hot 100, s čimer je podrla precej rekordov lestvice. Britney Spears je postala prva glasbenica po treh in prva glasbenica, ki ni sodelovala v oddaji Ameriški idol po enajstih letih, katere pesem je debitirala na prvem mestu te glasbene lestvice. Bila je petnajsta pesem v zgodovini lestvice, ki je debitirala na vrhu te lestvice in tudi pesem z najkrajšim naslovom, ki je debitirala na vrhu lestvice. Pesem »3« je debitirala tudi na prvem mestu kanadske lestvice in zasedla eno izmed prvih desetih mest na avstralski glasbeni lestvici ter na lestvicah v mnogih evropskih državah, kot so Belgija (Valonija), Češka, Finska, Francija, Irska, Norveška, Švedska in Združeno kraljestvo.

## Seznam pesmi
| Standardna verzija / CD+DVD različica | Standardna verzija / CD+DVD različica                   | Standardna verzija / CD+DVD različica                                                                                             | Standardna verzija / CD+DVD različica                         | Standardna verzija / CD+DVD različica |
| Št.                                   | Naslov                                                  | Pisec | Producent(i)                                                  | Dolžina                               |
| ------------------------------------- | ------------------------------------------------------- | --- | ------------------------------------------------------------- | ------------------------------------- |
| 1.                                    | „3‟                                                     | Max Martin, Shellback, Tiffany Amber                                                                                              | Max Martin, Shellback                                         | 3:33                                  |
| 2.                                    | „...Baby One More Time‟                                 | Max Martin | Denniz PoP, Max Martin, Rami Yacoub                           | 3:31                                  |
| 3.                                    | „(You Drive Me) Crazy‟ (Stopov remiks!)                 | Max Martin, Jörgen Elofsson, Per Magnusson, David Kreuger                                                                         | Max Martin, Rami Yacoub                                       | 3:17                                  |
| 4.                                    | „Born to Make You Happy‟                                | Andreas Carlsson | Kristian Lundin                                               | 3:35                                  |
| 5.                                    | „Oops!...I Did It Again‟                                | Max Martin, Rami Yacoub | Max Martin, Rami Yacoub                                       | 3:31                                  |
| 6.                                    | „Stronger‟                                              | Max Martin, Rami Yacoub | Max Martin, Rami Yacoub                                       | 3:23                                  |
| 7.                                    | „I'm a Slave 4 U‟                                       | Pharrell Williams, Chad Hugo | The Neptunes                                                  | 3:25                                  |
| 8.                                    | „I'm Not a Girl, Not Yet a Woman‟                       | Max Martin, Dido, Rami Yacoub | Max Martin, Rami Yacoub                                       | 3:51                                  |
| 9.                                    | „Boys‟ (Co-Edov remiks, skupaj s Pharrellom Williamsom) | Chad Hugo, Pharrell Williams | The Neptunes                                                  | 3:46                                  |
| 10.                                   | „Me Against the Music‟ (skupaj z Madonno)               | Britney Spears, Madonna, Christopher Stewart, Penelope Magnet, Thabiso Nikhereanye, Terius Nash, Gary O'Brien                     | Britney Spears, Christopher »Tricky« Stewart, Penelope Magnet | 3:45                                  |
| 11.                                   | „Toxic‟                                                 | Bloodshy & Avant, Cathy Dennis, Henrik Jonback                                                                                    | Bloodshy & Avant                                              | 3:20                                  |
| 12.                                   | „Everytime‟                                             | Britney Spears, Annette Artani | Guy Sigsworth                                                 | 3:50                                  |
| 13.                                   | „Gimme More‟                                            | Nate Hills, James Washington, Keri Hilson, Marcella Araica                                                                        | Danja                                                         | 4:11                                  |
| 14.                                   | „Piece of Me‟                                           | Christian Karlsson, Pontus Winnberg, Klas Åhlund                                                                                  | Bloodshy & Avant                                              | 3:32                                  |
| 15.                                   | „Womanizer‟                                             | Nikesha Briscoe, Rafael Akinyemi                                                                                                  | The Outsyders                                                 | 3:43                                  |
| 16.                                   | „Circus‟                                                | Lukasz Gottwald, Claude Kelly, Benjamin Levin                                                                                     | Dr. Luke, Benny Blanco                                        | 3:11                                  |
| 17.                                   | „If U Seek Amy‟                                         | Max Martin, Shellback, Savan Kotecha, Alexander Kronlund                                                                          | Max Martin                                                    | 3:36                                  |
| 18.                                   | „Radar‟                                                 | Christian Karlsson, Pontus Winnberg, Henrik Jonback, Balewa Muhammad, Candice Nelson, Ezekiel »Zeke« Lewis, Patrick »J.Que« Smith | Bloodshy & Avant, The Clutch                                  | 3:48                                  |
| Skupna dolžina:                       | Skupna dolžina:                                         | Skupna dolžina: | Skupna dolžina:                                               | 67:48                                 |

1. »... Baby One More Time«
2. »(You Drive Me) Crazy«
3. »Born to Make You Happy«
4. »Oops! ... I Did It Again«
5. »Stronger«
6. »I'm a Slave 4 U«
7. »I'm Not a Girl, Not Yet a Woman«
8. »Me Against the Music«
9. »Toxic«
10. »Everytime«
11. »Gimme More«
12. »Piece of Me«
13. »Womanizer«
14. »Circus«
15. »If U Seek Amy«
16. »Radar«

| Dodatek k albumu | Dodatek k albumu                                        | Dodatek k albumu | Dodatek k albumu                                                     | Dodatek k albumu |
| Št.              | Naslov                                                  | Pisec | Stran B / remiks                                                     | Dolžina          |
| ---------------- | ------------------------------------------------------- | --- | -------------------------------------------------------------------- | ---------------- |
| 1.               | „...Baby One More Time‟                                 | Max Martin | »Autumn Goodbye«                                                     | 3:30             |
| 2.               | „Sometimes‟                                             | Jörgen Elofson | »I'm So Curious«                                                     | 3:56             |
| 3.               | „(You Drive Me) Crazy‟ (Stopov remiks!)                 | Max Martin, Jörgen Elofsson, Per Magnusson, David Kreuger                                                                         | »I'll Never Stop Loving You«                                         | 3:16             |
| 4.               | „Born to Make You Happy‟                                | Andreas Carlsson, Kristian Lundin                                                                                                 | Bonus Remiks                                                         | 3:35             |
| 5.               | „From the Bottom of My Broken Heart‟                    | Eric Foster White | »Thinkin' About You«                                                 | 4:35             |
| 6.               | „Oops!...I Did It Again‟                                | Max Martin, Rami Yacoub | "Deep In My Heart"                                                   | 3:30             |
| 7.               | „Lucky‟                                                 | Max Martin, Rami Yacoub, Alexander Kronlud                                                                                        | »Heart«                                                              | 3:24             |
| 8.               | „Stronger‟                                              | Max Martin, Rami Yacoub | »Walk On By«                                                         | 3:21             |
| 9.               | „Don't Let Me Be the Last to Know‟                      | Robert Lange, Keith Scott, Shania Twain                                                                                           | Radijski remiks Hexa Hectorja                                        | 3:48             |
| 10.              | „I'm a Slave 4 U‟                                       | Pharrell Williams, Chad Hugo | »Intimidated«                                                        | 3:23             |
| 11.              | „Overprotected‟                                         | Max Martin, Rami Yacoub | Darkchildov remiks                                                   | 3:23             |
| 12.              | „I'm Not a Girl, Not Yet a Woman‟                       | Max Martin, Rami Yacoub, Dido | »I Run Away«                                                         | 3:51             |
| 13.              | „I Love Rock 'N' Roll‟                                  | Alan Merrill, Jake Hooker | »I'm Not a Girl, Not Yet a Woman« (Metrov remiks – radijska verzija) | 3:07             |
| 14.              | „Boys‟ (Co-Edov remiks, skupaj s Pharrellom Williamsom) | Chad Hugo, Pharrell Williams | Album Version                                                        | 3:43             |
| 15.              | „Me Against the Music‟ (skupaj z Madonno)               | Britney Spears, Madonna, Christopher Stewart, Penelope Magnet, Thabiso Nikhereanye, Terius Nash, Gary O'Brien                     | Klubski remiks                                                       | 3:43             |
| 16.              | „Toxic‟                                                 | Bloodshy & Avant, Cathy Dennis, Henrik Jonback                                                                                    | Remiks Bloodshyja & Avanta                                           | 3:21             |
| 17.              | „Everytime‟                                             | Britney Spears, Annette Artani | Klubski remiks                                                       | 3:53             |
| 18.              | „Outrageous‟                                            | R. Kelly | Junkie XL-ov plesni remiks                                           | 3:22             |
| 19.              | „My Prerogative‟                                        | Bobby Brown, Gene Griffin, Teddy Riley                                                                                            | Remiks Armanda Van Heldena                                           | 3:31             |
| 20.              | „Do Somethin'‟                                          | Christian Karlsson, Pontus Winnberg, Henrik Jonback, A. Hunte                                                                     | Thickov vokalni remiks                                               | 3:20             |
| 21.              | „Someday (I Will Understand)‟                           | Britney Spears | »Mona Lisa«                                                          | 3:31             |
| 22.              | „Gimme More‟                                            | Nate Hills, Jim Beanz, Keri Hilson, Marcella Araica                                                                               | Paul Oakenfold Mix                                                   | 4:11             |
| 23.              | „Piece of Me‟                                           | Bloodshy & Avant, Klas Ahlund | Remiks Bloodshyja & Avanta                                           | 3:32             |
| 24.              | „Break the Ice‟                                         | Nate Hills, Jim Beanz, Keri Hilson, Marcella Araica                                                                               | "Everybody"                                                          | 3:16             |
| 25.              | „Womanizer‟                                             | Nikesha Briscoe, Rafael Akinyemi                                                                                                  | Kaskadeov remiks                                                     | 3:43             |
| 26.              | „Circus‟                                                | Lukasz Gottwald, Claude Kelly, Benjamin Levin                                                                                     | Remiks Toma Nevillea                                                 | 3:12             |
| 27.              | „If U Seek Amy‟                                         | Max Martin, Shellback, Savan Kotecha, Alexander Kronlund                                                                          | Crookers Remiks                                                      | 3:37             |
| 28.              | „Radar‟                                                 | Christian Karlsson, Pontus Winnberg, Henrik Jonback, Balewa Muhammad, Candice Nelson, Ezekiel »Zeke« Lewis, Patrick »J.Que« Smith | Bloodshy & Avant Remiks                                              | 3:49             |
| 29.              | „3‟                                                     | Max Martin, Shellback, Tiffany Amber                                                                                              | Groove Police Club Mix                                               | 3:33             |
| Skupna dolžina:  | Skupna dolžina:                                         | Skupna dolžina: | Skupna dolžina:                                                      | 103:56           |

1. »...Baby One More Time«
2. »Sometimes«
3. »(You Drive Me) Crazy«
4. »Born to Make You Happy«
5. »From the Bottom of My Broken Heart«
6. »Oops!...I Did It Again«
7. »Lucky«
8. »Stronger«
9. »Don't Let Me Be the Last to Know«
10. »I'm a Slave 4 U«
11. »Overprotected« (Darkchildov remiks)
12. »I'm Not a Girl, Not Yet a Woman«
13. »I Love Rock 'N' Roll«
14. »Me Against the Music«
15. »Toxic«
16. "Everytime
17. »My Prerogative«
18. »Do Somethin'«
19. »Someday (I Will Understand)«
20. »Gimme More«
21. »Piece of Me«
22. »Break the Ice«
23. »Womanizer«
24. »Circus«
25. »If U Seek Amy«
26. »Radar«

## Formati
- CD — 17 pesmi
- CD+DVD — 18 pesmi in DVD s 16 videospoti
- Dodatek k albumu — 29 singlov in DVD s 26 videospoti
- Digitalna različica —  17 pesmi
- iTunesove digitalne pesmi — 18 pesmi s pesmijo »I'm Not a Girl, Not Yet a Woman«
- Digitalna različica — 58 tracks edition
- Digitalna prodaja preko iTunesa — 29 singlov, prodanih ločeno

Vir:

## Dosežki in certifikacije

### Dosežki
| Lestvica (2009 – 2010)                  | Dosežek |
| --------------------------------------- | ------- |
| Avstralija (ARIA(                       | 23      |
| Belgija (Flandrija; Ultratop 50)        | 50      |
| Belgija (Valonija; Ultratop 40)         | 23      |
| Danska (Tracklisten)                    | 30      |
| Nizozemska (Dutch Top 100)              | 77      |
| Finska (YLE)                            | 49      |
| Francija (SNEP)                         | 10      |
| Nemčija (Media Control Charts)          | 80      |
| Grčija (IFPI)                           | 40      |
| Italija (FIMI)                          | 27      |
| Japonska (Oricon)                       | 8       |
| Mehika (AMPROFON)                       | 15      |
| Nova Zelandija (RIANZ)                  | 22      |
| Norveška (VG-lista)                     | 36      |
| Španija (PROMUSICAE)                    | 43      |
| Združeno kraljestvo (UK Albums Chart)   | 38      |
| Združene države Amerike (Billboard 200) | 22      |

|

### Certifikacije
| Država | Certifikacija |
| ------ | ------------- |
| Kanada | Zlata         |
| Mehika | Zlata         |

|}

## Ostali ustvarjalci
- Avdio urejanje: Tom Coyne
- Menedžer: Larry Rudolph
- Vodja kreativnosti: Jackie Murphy
- Umetniška direkcija in oblikovanje: Meghan Foley, Dan Ichimoto

## Zgodovina izidov
| Država                     | Datum             |
| -------------------------- | ----------------- |
| Standardna verzija, CD+DVD |                   |
| Po svetu                   | 10. november 2009 |
| Evropa                     | 24. november 2009 |
| Dodatek k albumu           |                   |
| Po svetu                   | 24. november 2009 |